# 신경로봇공학
신경로봇공학 또는 뉴로로보틱스(Neurorobotics)는 신경과학, 로봇공학, 인공지능을 결합한 학문이다. 이는 구현된 자율 신경 시스템의 과학 기술이다. 신경 시스템에는 뇌에서 영감을 받은 알고리즘(예: 연결주의 네트워크), 생물학적 신경 네트워크의 계산 모델(예: 인공 스파이킹 신경망, 대규모 신경 미세회로 시뮬레이션), 실제 생물학적 시스템(예: 생체 내 및 생체 외 신경망)이 포함된다. 이러한 신경 시스템은 기계적 또는 다른 형태의 물리적 작동을 하는 기계에 구현될 수 있다. 여기에는 로봇, 보철 또는 웨어러블 시스템뿐만 아니라 더 작은 규모의 마이크로 머신, 더 큰 규모의 가구 및 인프라가 포함된다.
신경로봇공학은 로봇공학이 포함된 신경과학의 한 분야로, 뇌에서 영감을 받은 알고리즘과 같은 구현된 자율 신경 시스템의 과학 기술을 연구하고 적용하는 분야이다. 이는 뇌가 구현되고 신체가 환경에 내장되어 있다는 아이디어를 기반으로 한다. 따라서 대부분의 신경 로봇은 시뮬레이션된 환경이 아닌 실제 세계에서 기능해야 한다.
로봇을 위한 뇌에서 영감을 받은 알고리즘을 넘어 신경로봇공학은 뇌 제어 로봇 시스템의 설계도 포함할 수 있다.

## 주요 모델 분류
신경 로봇은 로봇의 목적에 따라 여러 주요 분류로 나눌 수 있다. 각 분류는 연구를 위한 특정 관심 메커니즘을 구현하도록 설계되었다. 일반적인 유형의 신경 로봇은 운동 제어, 기억, 행동 선택 및 인식을 연구하는 데 사용된다.

### 이동 및 운동 제어
신경 로봇은 종종 운동 피드백 및 제어 시스템을 연구하는 데 사용되며 로봇 컨트롤러 개발에서 그 가치를 입증했다. 동물이동은 운동 시스템의 작용에 대한 수많은 신경학적으로 영감을 받은 이론에 의해 모델링된다. 이동 제어는 네 발로 걷는 로봇을 만들기 위해 모델 또는 반복적인 행동을 유도할 수 있는 신경 세포 덩어리인 중앙 패턴 생성기를 사용하여 모방되었다. 다른 그룹들은 기초적인 제어 시스템을 간단한 자율 시스템의 계층적 집합으로 결합하는 아이디어를 확장했다. 이러한 시스템은 이러한 기초적인 부분 집합의 조합으로부터 복잡한 움직임을 형성할 수 있다. 이 운동 작용 이론은 피질 기둥의 조직에 기반을 두는데, 이는 간단한 감각 입력에서 복잡한 들신경섬유 신호로, 또는 복잡한 운동 프로그램에서 날신경섬유 신호에서 각 근섬유에 대한 간단한 제어로 점진적으로 통합되어 유사한 계층적 구조를 형성한다.
운동 제어를 위한 또 다른 방법은 학습된 오류 수정 및 예측 제어를 사용하여 일종의 시뮬레이션된 근육 기억을 형성하는 것이다. 이 모델에서는 어색하고 무작위적이며 오류가 발생하기 쉬운 움직임이 시간 경과에 따라 부드럽고 정확한 움직임을 생성하기 위해 오류 피드백을 사용하여 수정된다. 컨트롤러는 오류를 예측하여 올바른 제어 신호를 생성하는 방법을 학습한다. 이러한 아이디어를 사용하여 로봇은 적응형 팔 움직임을 생성하거나 코스에서 장애물을 피하는 방법을 학습하도록 설계되었다.

### 학습 및 기억 시스템
동물 기억 시스템의 이론을 테스트하기 위해 설계된 로봇. 많은 연구에서 쥐의 기억 시스템, 특히 쥐의 해마체를 조사하며, 특정 학습된 위치에 대해 발화하는 장소 세포를 다룬다. 쥐의 해마체를 모방한 시스템은 일반적으로 환경의 인지 지도를 학습할 수 있으며, 랜드마크를 인식하고 행동과 연결하여 다가오는 장애물과 랜드마크를 예측할 수 있다.
또 다른 연구에서는 주로 청각적이지만 시각적 자극에도 기반을 둔 올빼미의 방향 및 위치 파악 학습 패러다임을 기반으로 한 로봇을 제작했다. 가설화된 방법에는 시냅스 가소성과 신경조절물질, 즉 도파민이나 세로토닌과 같은 보상 신경전달물질이 뉴런의 발화 민감도를 더 예민하게 만드는 주로 화학적 효과가 포함된다. 이 연구에 사용된 로봇은 올빼미의 행동을 적절히 재현했다. 또한 운동 출력과 청각 피드백 간의 밀접한 상호 작용은 학습 과정에 필수적인 것으로 입증되었으며, 많은 학습 모델에 관련된 능동 지각 이론을 지지한다.
이러한 연구에서 신경 로봇은 간단한 미로 또는 패턴을 학습하도록 제시된다. 신경 로봇에 제시되는 문제 중 일부는 기호, 색상 또는 기타 패턴을 인식하고 패턴에 기반하여 간단한 작업을 실행하는 것을 포함한다. 올빼미 시뮬레이션의 경우 로봇은 환경에서 길을 찾기 위해 자신의 위치와 방향을 결정해야 했다.

### 행동 선택 및 가치 시스템
행동 선택 연구는 행동과 그 결과에 대한 부정적 또는 긍정적 가중치를 다룬다. 신경 로봇은 생존 뗏목에 탑승할 수 있는 인원보다 더 많은 사람이 있고, 나머지를 구하기 위해 누군가가 배를 떠나야 하는 고전적인 사고 실험과 같은 간단한 윤리적 상호 작용을 연구하는 데 사용될 수 있으며 실제로 사용되었다. 그러나 행동 선택 연구에 사용되는 대부분의 신경 로봇은 자기 보존 또는 연구 대상 로봇 개체군의 영속과 같은 훨씬 더 단순한 설득력 있는 주장을 다룬다. 이러한 신경 로봇은 긍정적인 결과를 가진 회로를 장려하기 위해 시냅스의 신경 조절을 모방한다.
생물학적 시스템에서 도파민이나 아세틸콜린과 같은 신경전달물질은 유익한 신경 신호를 긍정적으로 강화한다. 이러한 상호 작용에 대한 한 연구는 로봇 다윈 7호를 포함했는데, 이 로봇은 시각, 청각 및 시뮬레이션된 미각 입력을 사용하여 전도성 금속 블록을 "먹었다". 임의로 선택된 좋은 블록에는 줄무늬 패턴이 있었고 나쁜 블록에는 원형 모양이 있었다. 미각은 블록의 전도성에 의해 시뮬레이션되었다. 로봇은 전도성 수준에 따라 미각에 대한 긍정적 및 부정적 피드백을 가졌다. 연구원들은 로봇이 받은 입력에 기반하여 행동 선택 행동을 학습하는 방법을 관찰했다. 다른 연구에서는 방에 흩어져 있는 배터리를 먹고 발견한 내용을 다른 로봇과 통신하는 작은 로봇 무리를 사용했다.

### 감각 지각
신경 로봇은 감각 지각, 특히 시각을 연구하는 데에도 사용되었다. 이는 주로 자동 기계에 감각 경로의 신경 모델을 내장하여 얻은 시스템이다. 이 접근 방식은 행동 중에 발생하는 감각 신호에 노출을 제공하고 신경 모델의 견고성 정도를 보다 현실적으로 평가할 수 있게 한다. 운동 활동에 의해 생성되는 감각 신호의 변화가 유기체가 광범위하게 사용하는 유용한 능동 지각 단서를 제공한다는 것은 잘 알려져 있다. 예를 들어, 연구원들은 인간의 머리와 눈 움직임 복제 중에 나타나는 깊이 정보를 사용하여 시각적 장면의 강력한 표현을 확립했다.

## 생물학적 로봇
생물학적 로봇은 신경학적으로 영감을 받은 AI 시스템이 아니라 실제 뉴런 조직이 로봇에 연결된 형태이므로 공식적으로 신경 로봇은 아니다. 이는 뇌 발달 또는 신경 상호 작용을 연구하기 위해 배양된 신경망을 사용한다. 이들은 일반적으로 다중 전극 배열 (MEA) 위에 배양된 신경 조직으로 구성되며, 이는 신경 활동을 기록하고 조직을 자극할 수 있다. 어떤 경우에는 MEA가 컴퓨터에 연결되어 뇌 조직에 시뮬레이션된 환경을 제시하고 뇌 활동을 시뮬레이션의 행동으로 번역하며 감각 피드백을 제공한다. 신경 활동을 기록하는 능력은 연구자들에게 뇌를 들여다볼 수 있는 창을 제공하며, 이를 사용하여 신경 로봇이 사용되는 것과 동일한 여러 문제에 대해 학습할 수 있다.
생물학적 로봇에 대한 한 가지 우려 사항은 윤리이다. 이러한 실험을 어떻게 다루어야 하는지에 대한 많은 질문이 제기된다. 핵심 질문은 의식 (심리철학)과 쥐의 뇌가 그것을 경험하는지 여부에 관한 것이다. 의식을 정의하는 방법에 대한 많은 이론이 있다.

## 신경과학에 대한 시사점
신경과학자들은 신경 로봇공학으로부터 이점을 얻는데, 이는 통제되고 테스트 가능한 환경에서 뇌 기능의 다양한 가능한 방법을 테스트할 수 있는 백지 상태를 제공하기 때문이다. 로봇은 모방하는 시스템의 더 단순화된 버전이지만, 더 구체적이어서 당면한 문제에 대한 더 직접적인 테스트를 허용한다. 또한 항상 접근 가능하다는 이점이 있는데, 특히 개별 뉴런의 경우 인간이나 동물이 활동하는 동안 뇌의 큰 부분을 모니터링하는 것이 더 어렵다.
신경과학의 발전은 신경 치료법을 만들어냈다. 여기에는 의약품 및 신경 재활이 포함된다. 이러한 진보는 뇌에 대한 복잡한 이해와 뇌가 정확히 어떻게 기능하는지에 달려 있다. 뇌를 연구하는 것은 어렵고, 특히 인간의 경우 두개골 수술과 관련된 위험 때문에 더욱 그렇다. 신경 로봇은 신경 과정 연구에서 수행될 수 있는 테스트와 실험의 범위를 개선할 수 있다.

## 같이 보기
- 뇌-컴퓨터 인터페이스
- 경험 기계
- 뉴로모픽 공학
- 와이어헤드 (과학 소설)